# Списък на царете на Дакия
Това е списък на царете на Дакия.
- Залмоксис (Zalmoxis) - VI в. пр. Хр.
- Карнабон (Charnabon) - V в. пр. Хр.
- Котела (Cothelas, Gudila) – IV в. пр. Хр.
- Дуал (Dual) - III в. пр. Хр.
- Ремакс (Rhemaxos) - около 200 г. пр. Хр.
- Москон (Moskon) - III в. пр. Хр. в Добруджа
- Дромихет (Dromichaetes) - III в. пр. Хр.
- Залмодегик(ос) (Zalmodegikos) - III в. пр. Хр.
- Рубобост(ес) (Rubobostes) - II в. пр. Хр.
- Орол(ес) (Oroles) - II в. пр. Хр.
- Золтес (Zoltes) - II в. пр. Хр.
- Диком(ес) (Dicomes) - I в. пр. Хр.
- Ролес (Rholes, Roles) - I в. пр. Хр.
- Дапикс (Dapyx) - I в. пр. Хр., в Малка Скития
- Буребиста (Burebista) - 70 г. пр. Хр. - 44 г. пр. Хр.
- Котизон (Cotiso или Cotison, Koson?) - I в. пр. Хр.
- Зиракс (Zyraxes) - I в. пр. Хр. (28 г. пр. Хр.)
- Комосик (Comosicus) - 44 г. пр. Хр. - 28 г. пр. Хр.
- Скорилон (Scorilo) - I в. пр. Хр.
- Косон (Coson)
- Дура (Duras) - 68 - 87 г.
- Децебал (Декебал) (Decebalus) - 87 - 106 г.

През 106 г. при Траян Дакия става римска провинция.